# Jaku-chara Tomozaki-kun
Jaku-chara Tomozaki-kun (jap. 弱キャラ友崎くん) ist eine Light-Novel-Serie von Yūki Yaku mit Illustrationen von Fly. Die Geschichte erzählt von einem Oberschüler, der mit Hilfe einer Mitschülerin und mit den Methoden eines Videospiels sich aus der Außenseiterrolle in seiner Klasse herausarbeitet. Sie wurde mehrfach adaptiert, der Anime erschien international als Bottom-Tier Character Tomozaki.

## Inhalt
In der Oberschule ist Fumiya Tomozaki (友崎 文也) ein Außenseiter, der kaum soziale Kontakte hat. Doch unter seinem Pseudonym Nanashi ist er der beste Spieler im beliebten Online-Kampfspiel Attack Families – wovon seine Klassenkameraden aber nichts wissen. Während er Computerspiele und besonders Attack Families schätzt, hält er das echte Leben für das schlechteste Spiel überhaupt. Dass er ein guter Gamer ist, ist in seiner Klasse bekannt. Und als er den beliebten Shūji Nakamura (中村 修二) im Spiel schlägt, macht das schnell die Runde und verärgert Nakamura. Dann lernt Tomozaki im Spiel einen Gegner kennen, der seinen Können zumindest nahe kommt. Und so verabreden sich die beiden. Die Person hinter dem Pseudonym NONAME stellt sich als Tomozakis Mitschülerin Aoi Hinami (日南 葵). Tomozaki ist völlig überrascht, denn Hinami ist beliebt und erfolgreich. Es verärgert ihn, dass sie sogar noch im Spiel gut ist. Aber noch viel mehr ist Hinami verärgert, dass sie gegen den sonst so erfolglosen Außenseiter Tomozaki in dem Spiel nicht ankommt. Und seine Einstellung zum Leben mag sie nicht hinnehmen und packt ihn schließlich an seiner Gamer-Ehre: Er solle Misserfolge nicht darauf schieben, dass das Leben ein schlechtes Spiel wäre, sondern müsse sich mehr Mühe geben. Und sie will ihm dabei helfen, sein Leben zu verändern.
Tomozaki will sich nicht vorwerfen lassen, es nicht wenigstens zu versuchen. So lässt er sich von Hinami belehren, wie er sein Leben verbessern kann und vor allem, wie er soziale Kontakte zu seinen Mitschülern aufbaut. Dabei bedient sie sich meist Vergleichen mit Videospielen, um sich ihm verständlich zu machen. Sie stellt ihm regelmäßige Aufgaben zur Interaktion mit den Anderen und sie stecken sich Ziele. So soll er bis zum Abschluss eine Freundin finden. Bis dahin lernt Tomozaki nach und nach seine Mitschüler richtig kennen und bemerkt mit der Zeit auch, dass alle ihre eigenen Probleme im Miteinander haben. Bisweilen begehrt er auch gegen Hinamis Methoden auf, wenn er sie zu unmoralisch findet, weil sie die Interaktionen und deren Gefühle zu den anderen nur als Training für ihm missbrauchen. Dennoch oder gerade dadurch baut er sich nach und nach einen Freundeskreis auf.

## Veröffentlichungen
Die Light Novel erscheint seit Mai 2016 im Verlag Shogakukan und umfasst bisher elf Bände. Eine englische Übersetzung wird von Yen Press herausgegeben. Eine von Eito Chida umgesetzte Adaption als Manga erschien von Dezember 2017 bis Februar 2021 zunächst in einzelnen Kapiteln im Magazin Gangan Joker. Dessen Verlag Square Enix brachte die Serie danach in sechs Sammelbänden heraus. Auf Englisch erschien der Manga bei Comikey und in der App Manga Up!. Ein Ableger über die Nebenfigur Nanami Minami startete in Japan im Juli 2020 im Online-Magazin Manga One unter dem Titel Nanami Minami wa Kagayakitai (七海みなみは輝きたい). Die Serie wurde umgesetzt von Bana Yoshida und im Januar 2023 abgeschlossen. Shogakukan brachte die Kapitel gesammelt in drei Bänden heraus. Bei Yen Press erschien eine englische Übersetzung.
Bei Studio Project No.9 entstand eine Umsetzung der Geschichte als Anime-Fernsehserie. Die Drehbücher schrieb Fumihiko Shimo und Regie führte Shinsuke Yanagi. Das Charakterdesign gestaltete Akane Yano und die künstlerische Leitung lag bei Yukari Yasuda. Die Tonarbeiten leitete Satoshi Motoyama und für die Kameraführung war Tetsuya Kawada verantwortlich. Der Anime wurde im Oktober 2019 erstmals angekündigt. Die 12 Folgen der ersten Staffel wurden vom 8. Januar bis zum 26. März 2021 von den Sendern AT-X, Tokyo MX und BS11 in Japan gezeigt. International erfolgte die Veröffentlichung auf der Streamingplattform von Funimation Entertainment in Amerika sowie bei Wakanim in Europa, dort unter anderem auch mit deutschen Untertiteln. Nach Aufkauf von Wakanim wurde die Serie bei Crunchyroll veröffentlicht. Am 7. Mai und 2. Juni folgen in Japan zwei Extrafolgen. Eine vom gleichen Team produzierte zweite Staffel mit 13 Folgen startete am 3. Januar 2024 und wurde am 27. März 2024 abgeschlossen. Diese wurde ebenfalls international von Crunchyroll mit Untertiteln in diversen Sprachen herausgegeben.

### Synchronisation
| Rolle               | japanischer Sprecher (Seiyū) |
| ------------------- | ---------------------------- |
| Fumiya Tomozaki     | Gen Sato                     |
| Aoi Hinami          | Hisako Kanemoto              |
| Fūka Kikuchi        | Ai Kayano                    |
| Manami Nanami       | Ikumi Hasegawa               |
| Yuzu Izumi          | Nene Hieda                   |
| Nakamura            | Nobuhiko Okamoto             |
| Takahiro Mizusawa   | Nobunaga Shimazaki           |
| Hanabi Natsubayashi | Ryōko Maekawa                |
| Takei               | Shuntarō Mizuno              |

### Musik
Die Musik der Serie wurde komponiert von Hiromi Mizutani. Die Vorspannlieder sind Jinsei Easy? und Easy? Hard? Shikashite Susume!, die Abspanne sind unterlegt mit den Liedern Ayafuwa Asterisk und Dareka ja Nai kara. Alle Vor- und Abspannlieder stammen von der Gruppe Dialogue+.